# 박성현 (배우)
박성현(1982년 3월 2일 ~ )은 대한민국의 배우이다.

## 학력
- 영훈고등학교
- 대경대학교 연극영화과 전문학사

## 출연작

### 영화
- 《강철비 2: 정상회담》 (2020년) - 호위총국장교 3 역
- 《반도》 (2020년) - 황중사 군인 05 역
- 《사냥의 시간》 (2020년)
- 《돈》 (2019년) - 동명증권 직원들 역
- 《암수살인》 (2018년) - 동구형사 1 역
- 《반드시 잡는다》 (2017년) - 박 형사 역
- 《택시운전사》 (2017년) - 후배기자 2 역
- 《프리즌》 (2017년) - 홍표패거리 역
- 《검사외전》 (2016년) - 재욱 패거리 5 역
- 《악의 연대기》 (2015년) - 박 형사 역
- 《기술자들》 (2014년) - 밀폐구역 경비 1 역
- 《제보자》 (2014년) - 이장환 경호원 1 역
- 《군도: 민란의 시대》 (2014년) - 군도 8 역
- 《친구 2》 (2013년) - 젊은 상곤 역
- 《비밀》 (2023년) - 김성현 역

### 드라마
- 《킹덤: 아신전》 (2021년)
- 《꽃 피면 달 생각하고》 (2021년 ~ 2022년) - 강산 / 막산 역
- 《다리미 패밀리》 (2024년 ~ 2025년) - 김성훈 역

### 연극
- 《브라더 포인트》
- 《자메이카 헬스클럽》
- 《쉬어매드니스》
- 《좋은 하루》
- 《죽여주는 이야기》
- 《스페셜 라이어》
- 《마우스 트랩》
- 《로미오 앤 줄리》
- 《프라이드》

### 뮤지컬
- 《키스앤메이크업》
- 《라이어》
- 《찰리브라운》